# Velîka Kardașînka, Hola Prîstan
Velîka Kardașînka (în ucraineană Велика Кардашинка) este localitatea de reședință a comunei Velîka Kardașînka din raionul Hola Prîstan, regiunea Herson, Ucraina.

## Demografie
Componența lingvistică a localității Velîka Kardașînka
     Ucraineană (95,08%)
     Rusă (4,92%)
Conform recensământului din 2001, majoritatea populației localității Velîka Kardașînka era vorbitoare de ucraineană (95,08%), existând în minoritate și vorbitori de rusă (4,92%).